# Juan Haro

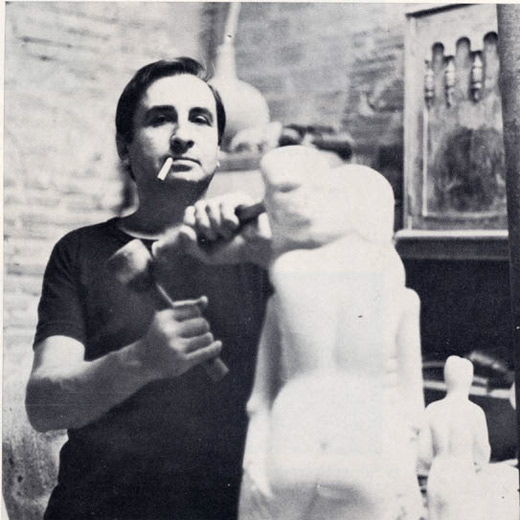
Juan Haro

Juan Haro Pérez (Cuevas de Almanzora, 18 de octubre de 1932 - Madrid, 20 de mayo de 2009) fue un escultor español destacado representante de la técnica de talla directa.

## Biografía
Nació el 18 de octubre de 1932 en Cuevas de Almanzora, provincia de Almería, y con menos de dos meses emigró con su familia a Barcelona, donde descubrió desde muy joven su talento para el dibujo y donde comenzó su formación artística.
En 1956 viajó a América Latina, primero a Colombia y después a Venezuela donde trabajó, aceptó encargos y realizó su primera exposición personal de escultura.
Se traslada a París en 1958 donde estudia en la École National des Beaux Arts, conoce a artistas como Alberto Giacometti, Lobo, Viñes,y crea y preside la Asociación de Artistas Españoles en París.
En 1959 obtiene el Prix Spécial des Artistes Résidents de la Cité Universitaire, el Prix de Sculpture del XXéme Salon d’Asniéres y en 1964 el Gran Prix Nationale de Sculpture del Museo de Saint Denis.
En París conoce a María Sánchez Cruz-López, hija del arquitecto y urbanista Manuel Sánchez Arcas con la que se casa y tienen un hijo, el pintor Alvar Haro.
En 1967 se traslada con su familia a Madrid, donde consigue en 1968 la Segunda Medalla de Escultura en la exposición de Bellas Artes, en 1969 el Segundo Premio de Escultura en la Segunda Bienal Internacional del Deporte en las Bellas Artes, y en 1970 la Beca de la Fundación Juan March y el Primer Premio en el Concurso Nacional de Medalla Tomás Francisco Prieto convocada por la Fábrica Nacional de Moneda y Timbres.
Obras suyas se encuentran en el Centro Nacional de Arte Reina Sofía, en la Fundación Juan March, en espacios públicos como el Aeropuerto de Madrid Barajas, Parque del Oeste, Escuela Municipal de Música de Orcasitas y en importantes colecciones privadas.